# Warszkowo (Poméranie-Occidentale)
Pour les articles homonymes, voir Warszkowo.
Warszkowo est une localité polonaise située dans la gmina rurale et le powiat de Sławno en voïvodie de Poméranie-Occidentale. Elle se trouve à environ 178 km au nord-est de la capitale régionale Szczecin et à 20 km de la mer Baltique.

## Géographie

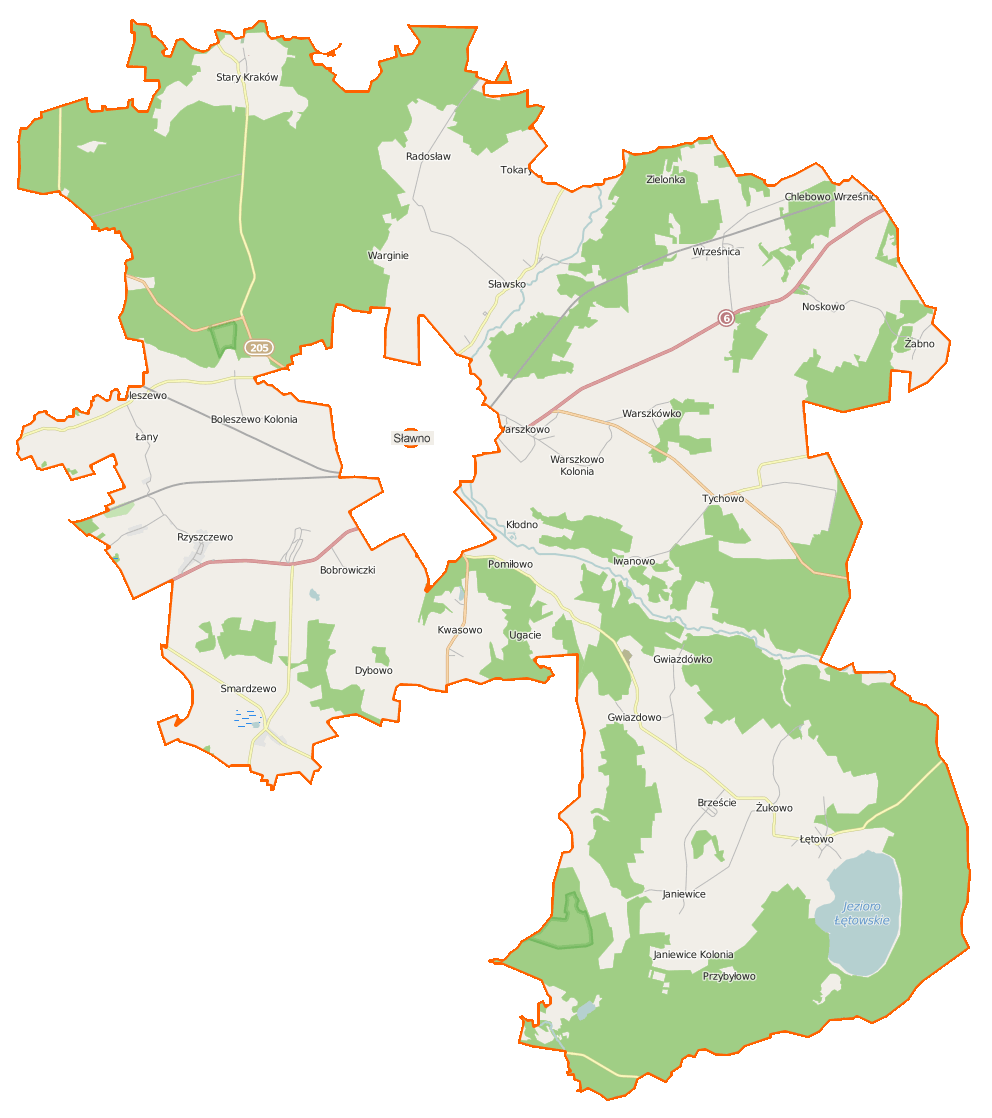
Carte de la gmina de Sławno.

## Histoire
De 1725 à 1945, Alt Warschow fait partie de l'arrondissement de Schlawe-en-Poméranie (de) dans le district de Köslin au sein de la province de Poméranie.